# 대한민국 남도민요경창대회
대한민국 남도민요경창대회는 진도군 및 (사)한국국악협회 진도군 지부에서 주최, 주관하는 전국 규모의 민요 경연대회이다.
1998년부터 시작되었으며 명창부, 일반부, 중·고등부, 초등부, 신인부, 노인부로 나누어 시상한다.
1차년도인 1998년에는 문화관광부 장관상을 최고상으로 개최하였으며, 당시 김득수의 조카인 박진섭이 최고상의 영예를 차지하였다.
2차년도인 1999년부터 최고상이 대통령상으로 격상되면서 전반적인 대회의 위상이 달라지게 되었다. 제2회 남도민요경창대회에서는 훗날 전라남도 무형문화재 「남도잡가」 예능보유자로 지정된 강송대가 최고상인 대통령상의 영예를 차지하였다.

## 역대 수상자
<역대 명창부 대상 수상자>
- 제1회(1998년) - 박진섭(문화관광부 장관상)
- 제2회(1999년) - 강송대(대통령상)
- 제3회(2000년) - 박영문(대통령상)
- 제4회(2001년) - 조성은(대통령상)
- 제5회(2002년) - 기성희(대통령상)
- 제6회(2003년) - 강현복(국무총리상)
- 제7회(2004년) - 유순자(국무총리상)
- 제8회(2005년) - 박애리(대통령상)
- 제9회(2006년) - 김연자(대통령상)
- 제10회(2007년) - 이경아(대통령상)
- 제11회(2008년) - 김성자(대통령상)
- 제12회(2009년) - 허애선(대통령상)
- 제13회(2010년) - 강경아(대통령상)
- 제14회(2011년) - 양명희(대통령상)
- 제15회(2012년) - 김국향(대통령상)
- 제16회(2013년) - 조용주(대통령상)
- 제17회(2014년) - 유하영(대통령상)
- 제18회(2015년) - 현 미(대통령상)
- 제19회(2016년) - 정신예(대통령상)
- 제20회(2017년) - 양혜인(대통령상)
- 제21회(2018년) - 최진숙(대통령상)
- 제22회(2019년) - 김나영(대통령상)
- 제23회(2021년) - 정상희(대통령상)
- 제24회(2022년) - 조수황(대통령상)
- 제25회(2023년) - 이은숙(대통령상)
- 제26회(2024년) - 김금미(대통령상)